# Marco Torsiglieri
Marco Natanel Torsiglieri (* 12. Januar 1988 in Castelar, Buenos Aires) ist ein argentinischer ehemaliger Fußballspieler.

## Karriere
Torsiglieri gab sein Profidebüt für Vélez Sársfield. Sofort darauf wurde er jedoch ausgeliehen zu Talleres Córdoba. Nach dem Ausleihgeschäft spielte er noch zwei Jahre in Argentinien, bevor er zu Sporting Lissabon wechselte. In seiner bis 2020 andauernden Karriere wurde er zahlreiche Male von seinen Vertragsclubs verliehen.

## Erfolge
- Argentinischer Meister: 2009 (Clausura), 2015
- Argentinischer Pokal: 2015